# East Acton
East Acton – dzielnica Londynu, leżąca w gminie London Borough of Ealing. W 2011 dzielnica liczyła 18 706 mieszkańców.